# はぎのりな
はぎの りな（1991年10月3日 - ）は、日本の女優、モデル、けん玉パフォーマー。人狼 ザ・ライブプレイングシアターの「暇人 キンバリー」役。TOKYO DAMA GIRLSでは「DAMARINA」として活動する。旧芸名、および本名は萩野梨奈。

## 来歴

### 主な活動
2013年12月、1stDVD『私で大丈夫でしょうか……ははは』を発売した。
2014年7月・8月、「人狼 ザ・ライブプレイングシアター #13:VILLAGE VII 夏草がそよぐ村」のチャレンジステージとルーキーステージに、「暇人 キンバリー」として出演。以後も人狼TLPTへの出演を続ける。
2015年9月、「人狼 ザ・ライブプレイングシアター X『PSYCHO-PASS サイコパス』～INNOCENT MURDERER～」に、「執行官 桜小路悠都子」役で出演。
2016年1月、「アルティメット人狼5  supported by ファミ通.com」第1部に、「暇人 キンバリー」として出演した。
また、2月、TOKYO DAMA GIRLSに「DAMARINA」として加入。グループ4人目のメンバーとなった。4月には、2ndDVDとなる『ひみつガール』を発売。その後、5月に芸名をこれまでの「萩野梨奈」から「はぎのりな」へと変更した。10月になると、「アルティメット人狼7 supported by ファミ通.com」第1部に、「暇人 キンバリー」として出演した。
2017年2月、「予言者育成学園 Fortune Tellers Academy 1周年大感謝祭！」第2部の「人狼 ザ・ライブプレイングシアター X 予言者育成学園 Fortune Tellers Academy」に、「健康優良生徒 キンバリー」役で出演した。

## 出演

### 主な公演
- 人狼 ザ・ライブプレイングシアター [6]
  - 人狼 ザ・ライブプレイングシアター #13:VILLAGE VII 夏草がそよぐ村（2014年7・8月、シアターKASSAI） - 暇人 キンバリー 役
  - 人狼 ザ・ライブプレイングシアター #15:WITCH II 星降る歌と13人の魔女（2015年1月、シアターKASSAI） - 蛇遣座 キンバリー 役
  - 人狼 ザ・ライブプレイングシアター #19:VILLAGE X 深紅に染まる村(2015年4月、萬劇場） - 暇人 キンバリー 役
  - 人狼 ザ・ライブプレイングシアター #20:STEAM II 機巧人形と月の鉱石（2015年6月、シアターグリーン BIG TREE THEATER） - 空想ジェンヌ キンバリー 役
  - 人狼 ザ・ライブプレイングシアター X「PSYCHO-PASS サイコパス」 ～INNOCENT MURDERER～（2015年9月、シアターサンモール）- 執行官 桜小路悠都子 役
  - 人狼 ザ・ライブプレイングシアター #21:SPECIAL VILLAGE 3周年記念公演（2015年9月、新宿村LIVE） - 暇人 キンバリー 役
  - 人狼 ザ・ライブプレイングシアター サテライトSP X'mas VILLAGE（2015年12月、博多リバレインホール） - 暇人 キンバリー 役
  - 人狼 ザ・ライブプレイングシアター #22:DEPTH II 贖罪の海 ～SPIRAL～（2016年1月、新宿村LIVE） - Doctor"P" キンバリー 役
  - 人狼 ザ・ライブプレイングシアター #23:VILLAGE XI 青嵐に惑う村 （2016年7月、新宿村LIVE） - 暇人 キンバリー 役
  - 人狼 ザ・ライブプレイングシアター #24:VILLAGE XII 深紅に染まる村 4周年記念公演 （2016年10月、新宿村LIVE） - 暇人 キンバリー 役
  - 人狼 ザ・ライブプレイングシアター #26:FLAG 裁きの神と呪われし秘宝 （2017年1月、新宿村LIVE） - 通信士 キンバリー 役
  - 人狼 ザ・ライブプレイングシアター X 予言者育成学園 Fortune Tellers Academy （2017年2月、スクウェア・エニックス） - 健康優良生徒 キンバリー 役
  - 人狼 ザ・ライブプレイングシアター in ニコファーレ -RHAPSODY-（2017年3月、ニコファーレ） - 「暇人」キンバリー 役
  - 人狼 ザ・ライブプレイングシアター X　宇宙兄弟 Rebellion of the Fullmoon（2017年7月・8月、シアターサンモール） - 湖南絲役
  - 人狼 ザ・ライブプレイングシアター 5th Anniversary #27:VILLAGE XIII 福岡公演（2017年10、博多リバレインホール） - 暇人 キンバリー役
  - 人狼 ザ・ライブプレイングシアター 5th Anniversary #27:VILLAGE XIII 札幌公演（2017年10月、小劇場BLOCH） - 暇人 キンバリー役
  - 人狼 ザ・ライブプレイングシアター 5th  Anniversary#27:VILLAGE XIII 東京公演（2017年10月、ニコファーレ） - 暇人 キンバリー役
  - 人狼 ザ・ライブプレイングシアター#28:VILLAGE XIV 月凍る夜（2017年12月・2018年1月、新宿村LIVE） - 暇人 キンバリー役
  - 人狼 ザ・ライブプレイングシアター X ドラゴンクエストX 勇者姫と薔薇の盟友 （2018年3月、THEATRE1010） - どうぐ使い キンバリー役
- アルティメット人狼
  - アルティメット人狼5 supported by ファミ通.com 第1部[8]（2016年1月17日、新宿FACE、ニコニコ生放送） - 暇人 キンバリー 役
  - アルティメット人狼7 supported by ファミ通.com 第1部[12]（2016年10月1日、新宿FACE、ニコニコ生放送） - 暇人 キンバリー 役

## 作品

### DVD
- 『私で大丈夫でしょうか……ははは』（2013年12月、オルスタックソフト販売）[5]
- 『ひみつガール』（2016年3月、竹書房）[3]

### 写真集（電子書籍）
- RQラボ（2016年、2017年）[4]